# Ваюши, Армандо
Армандо Ваюши (алб. Armando Vajushi; род. 3 декабря 1991[…], Шкодер) — албанский футболист, полузащитник.

## Клубная карьера

### «Влазния»
Ваюши дебютировал на профессиональном уровне за «Влазнию» в матче Лиги Европы против «Рапид Вена» 16 июля 2009 года, выйдя на замену на 77-й минуте вместо Фетима Касапи, «Влазния» проиграла со счётом 5:0. Позже он сыграл в ответном матче неделей позже в Шкодере, где он вновь вышел на замену, на этот раз на 62-й минуте вместо Анси Ники. В национальном первенстве он дебютировал в первом матче лиги 23 августа 2009 года против «Бесы», заменив всё того же Анси Нику на 72-й минуте, его команда потерпела поражение со счётом 2:0.
В обзоре сезона 2010/11 на сайте УЕФА Ваюши было уделено много внимания, он был описан как «один из самых перспективных футболистов в Албании» после успешной кампании, в которой он сыграл 32 матча за «Влазнию» и отыграл свой первый полный матч за сборную Албании.
Он был на просмотре в клубе немецкой бундеслиги, «Кёльне», до начала сезона 2011/12, но «Кёльн» отказался от покупки игрока, сочтя его трансферную стоимость в € 300000 слишком высокой. Он даже сделал дубль в товарищеском матче против любительского «Воргебиргсаусваля» (итоговый счёт 7:0) и, по словам тренера Столе Сольбаккена, он был «очень быстр, даже в мыслях», наставник «Кёльна» был убеждён в его хороших игровых способностях.

### «Литекс»

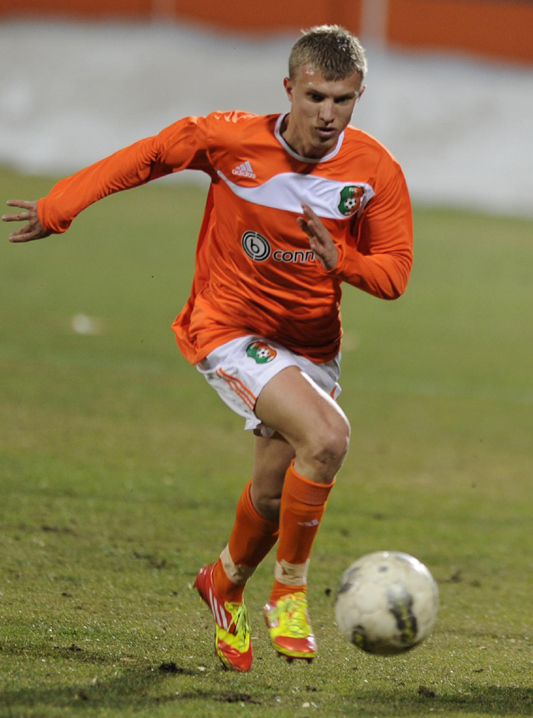
Ваюши в «Литексе»

3 января 2012 года Ваюши присоединился к клубу из чемпионата Болгарии, «Литекс», подписав контракт на три с половиной года за плату в размере € 100000. Он дебютировал 3 марта в домашнем матче против «Видима-Раковски», выйдя на замену вместо Галина Иванова, «Литекс» одержал победу со счётом 3:0. 12 мая Ваюши забил свой первый гол в новой команде, который стал четвёртым для «Литекса» в матче с «Калиакрой» (общий счёт 5:0).
2 марта 2013 года он сделал дубль в матче с «ЦСКА София», кроме Ваюши, в том матче никто не забивал. В сезоне 2012/13 Ваюши сыграл все 30 матчей чемпионата за клуб и забил девять голов.
10 августа 2013 года в выездном матче против «Пирин Гоце-Делчев» Ваюши забил 1000-й гол «Литекса» в высшем дивизионе, его команда выиграла со счётом 5:1.
9 ноября 2013 года Ваюши сделал дубль, внеся вклад в победу со счётом 6:2 над «Пирин Гоце-Делчев».
Ваюши закончил первую часть сезона 2013/14, сыграв в общей сложности 24 матча (в том числе два в болгарском кубке) и забив 9 голов (8 голов были забиты в чемпионате, Ваюши входил в десятку лучших бомбардиров лиги и один гол был забит в кубке), также он отдал 9 результативных передач, по этому показателю его опережал лишь Здравко Лазаров. «Литекс» занимал второе место в турнирной таблице и прошёл в чемпионскую группу, где играли в общей сложности семь команд. Ваюши дебютировал во втором этапе чемпионата 13 марта 2014 года в матче против «Черно Море», который закончился нулевой ничьей, он вышел на замену вместо Тома на 57-й минуте. Он забил первый гол во второй фазе 9 апреля в игре против «Локомотив Пловдив» на 80-й минуте Ваюши установил окончательный счёт в матче 3:0. Он забил во втором матче подряд 12 апреля в ворота «Левски», матч закончился победой со счётом 1:2, Ваюши открыл счёт на 23-й минуте, а затем был заменён на своего соотечественника Юргена Гьясулу.
Ваюши закончил 2013/14 сезон, забив 11 голов (в том числе один в кубке Болгарии) в 33 матчах, «Литекс» занял третье место в турнирной таблице, обеспечив себе на следующий сезон место в Лиге Европы.
В рамках отборочного этапа Лиги Европы 2014/15 «Литекс» должен был играть против молдавского «Вериса». В первом матче 3 июля 2014 года Ваюши вышел с первых минут и был заменён на 80-й минуте, матч закончился безголевой ничьей. В ответной игре через неделю, 11 июля, он сыграл от свистка до свистка, матч закончился со счётом 3:0 в пользу «Литекса». Во втором туре «Литексу» пришлось играть против венгерского «Диошдьёра». 17 июля 2014 года «Литекс» проиграл дома со счётом 0:2. В ответном матче 24 июля «Литекс» одержал выездную победу 2:1, но в любом случае этого не было достаточно для совокупной победы. Ваюши полностью сыграл оба матча.
Чемпионат Болгарии для «Литекса» стартовал матчем против «ЦСКА София» 20 июля 2014 года, столичный клуб выиграл с минимальным счётом. 27 сентября 2014 года в матче кубка Болгарии против «Пирин Благоевград» Ваюши на 74-й минуте отличился с пенальти и помог своей команде выиграть со счётом 2:1. Он забил первый в сезоне гол в чемпионате 24 октября 2014 года в победном матче против «Локомотив София» (4:2). 13 декабря 2014 года в выездном матче против «Хасково 2009» Ваюши забил второй гол на 32-й минуте, итоговый счёт — 4:1. Ваюши также отдал два голевых паса: Пламен Галабов на 12-й минуте забил после передачи в штрафную от албанца, а затем на 58-й минуте окончательный счёт установил Вильмар Хордан.

### Дальнейшая карьера
1 февраля 2015 года Ваюши подписал контракт с клубом Серии A, «Кьево». Кроме него, в зимнее трансферное окно в Италию перебрался его соотечественник, Энди Лила, он стал игроком «Пармы». Однако, Ваюши сразу же был отдан в аренду «Ливорно», где провёл 22 матча. 20 июля 2016 года Ваюши перешёл в «Про Верчелли».
4 февраля 2019 года Ваюши перешёл в «Теуту», подписав контракт на оставшуюся часть сезона. 22 января 2020 года он подписал контракт с румынским «Петролулом».

## Карьера в сборной
Он дебютировал на международной арене на чемпионате Европы среди юношей до 19 лет (отборочный раунд) 13 ноября 2009 года в матче против Италии. В настоящее время он играет за молодёжную сборную Албании.
Он дебютировал за национальную сборную Албании 20 июня 2011 года в товарищеском матче против Аргентины. Второй матч Ваюши провёл 14 ноября 2012 года против сборной Камеруна, который закончился нулевой ничьей, Ваюши вышел на замену на 70-й минуте вместо Армандо Садику. 6 февраля 2013 года он сыграл против Грузии, матч был проигран со счётом 1:2. Он снова вышел на замену 26 марта 2013 года в игре против Литвы, матч закончился победой со счётом 4:1.
Ваюши забил свой первый гол за Албанию 8 июня 2014 года в матче против Сан-Марино на 32-й минуте, это был второй гол албанцев. Он также отдал голевую передачу на Мергима Маврая, который забил четырьмя минутами ранее.